# وادي أوينز

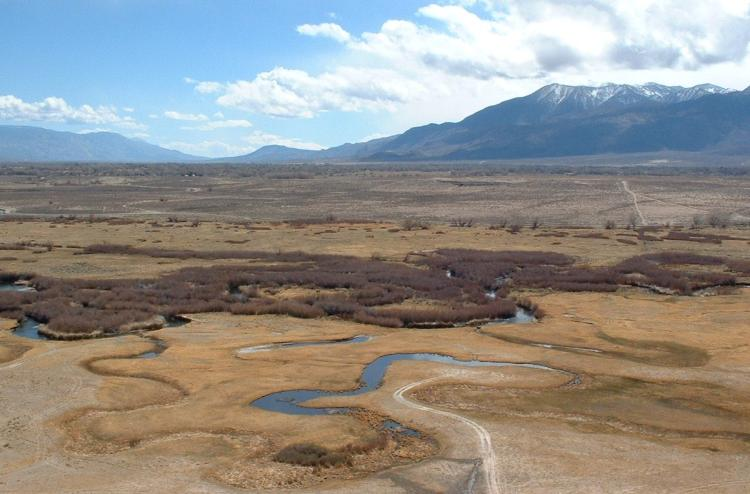
أوينز فالي

وادي أوينز (بالإنجليزية: Owens Valley)‏ هو وادي نهر أوينز في شرق كاليفورنيا في الولايات المتحدة، يقع في الشرق من سييرا نيفادا والغرب من جبال إنيو. توصل أعاليه الجبالية إلى 14000 متر في الارتفاع، هذا الوادي يوفر المياه للقناطر في لوس أنجلوس، ومصدر ثلث المياه للوس أنجلوس،الطريق الرئيسي في هذا الوادي هو الطريق 395.